# Università federale del Rio Grande do Sul
L'Università federale del Rio Grande do Sul  (Universidade Federal do Rio Grande do Sul, UFRGS) è un'università pubblica brasiliana sita a Porto Alegre, capoluogo del Rio Grande do Sul.